# Centaurium maritimum
Centaurium maritimum là một loài thực vật có hoa trong họ Long đởm. Loài này được (L.) Fritsch mô tả khoa học đầu tiên năm 1907.